# B.A.T.
Pour les articles homonymes, voir BAT.
B.A.T. (pour « Bureau des Affaires Temporelles », ou « Bureau of Astral Troubleshooters » dans la version anglaise) est un jeu vidéo d'aventure en pointer-et-cliquer, développé par Computer's Dream et édité par Ubi Soft, sorti en 1989. Il a pour suite B.A.T. II: The Koshan Conspiracy.
C'est un jeu de science-fiction mélangeant des éléments du space-opera et du cyberpunk, qui débute en 2174. Le joueur incarne un agent du Bureau des affaires temporelles dont l'objectif est d'éliminer Vrangor, un dangereux criminel menaçant la planète Sélénia.